# Dahma bint Yahya
Dahma bint Yahya (falecida em 1434/837 a.h.) foi uma erudita e poeta iemenita, "versada em sintaxe, direito, metafísica, astronomia, astrologia e química".

## Biografia
Ela era filha do erudito Yaḥyā Ibn al-Murtaḍā e irmã do Imam Al-Mahdī Aḥmad ibn Yaḥyā. Depois de estudar com o seu irmão, ela tornou-se numa escritora. Ela também ensinou em escolas em Thulā. Morreu em 837 a.h.